# Gabriel Bertrand
Pour les articles homonymes, voir Bertrand.
Gabriel Bertrand, né à Paris le 17 mai 1867 et mort à Paris le 20 juin 1962, est un chimiste et biologiste français.

## Biographie
En 1886, Bertrand devient stagiaire à l’école de pharmacie. Il obtient son diplôme de pharmacien de première classe en 1894 et son doctorat en sciences en 1904. En 1900, il a été nommé chef du service de biologie de l’Institut Pasteur. Après le 22 avril 1915, dans le cadre de l’Inspection des études et expériences chimiques (IEEC) et en tant que conseiller du ministre de la Guerre, il poursuit des recherches dans le domaine des gaz de combat.
Au cours de ses travaux sur les réactions chimiques qui se produisent dans les tissus vivants, il met en lumière le rôle des diastases et des oligo-éléments et poursuit des recherches sur le venin des serpents en collaboration avec Césaire Phisalix.
Il est élu membre de l'Académie des sciences en 1924, de l'Académie d'agriculture en 1926 et de l'Académie de médecine en 1931.
Il est élevé au grade de commandeur de la Légion d’honneur à titre militaire en 1934 et il est plusieurs fois nommé au prix Nobel de chimie.
Il meurt le 20 juin 1962 à l'Institut Pasteur. L'Institut Pasteur lui a rendu hommage en donnant son nom à l'une des ailes du bâtiment Duclaux, l'autre étant l'aile Fourneau.

## Honneurs
Il a reçu le titre de docteur honoris causa de l'université Jagellonne en 1927.